# Migração em Mato Grosso do Sul
Página referente a migração do estado brasileiro de Mato Grosso do Sul. Pelas informações dos censos de 1991 e 1996, entre 1970 e 1990 houve redução nas migrações interestaduais nas últimas décadas e também queda do saldo migratório em Mato Grosso do Sul. Segundo os dados, em 1991 houve a entrada de 124.045 pessoas de outros estados e a saída de 105.009, resultando no saldo migratório de 19.036. Já em 1996, 87.374 pessoas migraram para o estado e 73.748 migraram desse para outros estados, resultando num saldo migratório de 13.626 habitantes.[carece de fontes?]
No geral o cenário demográfico e social apresentado em Mato Grosso do Sul se baseia na tomada de decisões das diversas instâncias de atuação da sociedade civil, da academia e dos diversos níveis de governos, possibilitando e adequando o planejamento e ações dentro de uma visão panorâmica real nos níveis desejados de qualidade de vida e com o devido padrão de desenvolvimento sustentável.
| Migração para MS (est. 2000) | Migração para MS (est. 2000) | Migração para MS (est. 2000) | Migração para MS (est. 2000) |
| Região/estado                | Nº de migrantes masculinos   | Nº de migrantes femininos    | Total geral                  |
| ---------------------------- | ---------------------------- | ---------------------------- | ---------------------------- |
| Nordeste                     | 57.519                       | 51.278                       | 108.797                      |
| Norte                        | 3.705                        | 4.680                        | 8.385                        |
| Sudeste                      | 129.781                      | 126.479                      | 256.260                      |
| Sul                          | 82.343                       | 81.669                       | 164.012                      |
| Mato Grosso                  | 11.167                       | 12.837                       | 24.004                       |
| Goiás                        | 5.821                        | 6.012                        | 11.833                       |
| Distrito Federal             | 596                          | 563                          | 1.159                        |

## Sul

### Migração gaúcha
O início da migração gaúcha deu-se juntamente ao começo do fluxo contínuo de migrantes paulistas no final do século XVIII, quando mais cidades passaram a ser fundadas no sul matogrossense. Esta chegada de gaúchos deu-se, ainda como os paulistas, de maneira constante durante o século XIX e início do século XX. Na década de 1970, no entanto, uma segunda onda de migrantes gaúchos estabeleceu-se em Mato Grosso do Sul, seguindo padrões de colonização notadamente diferentes da primeira. Juntamente com paranaenses, estes gaúchos procuravam se dedicar à cultura mecanizada da soja na região centro-sul do estado.

### Migração paranaense
Diferentemente dos casos das migrações paulista e mineira, a chegada de migrantes paranaenses às terras sul-matogrossenses deu-se em dois momentos históricos mais isolados. Uma grande onda de paranaenses chegou ao estado durante a década de 1940, com a Marcha para o Oeste promovida por Getúlio Vargas e as companhias de colonização, estabelecendo-se nas regiões central e sul do estado, na Colônia de Dourados. A segunda parcela desses migrantes estabeleceu-se em Mato Grosso do Sul nas décadas de 1970 e 1980, à procura de terras onde pudessem se dedicar à produção mecanizada de cereais, sobretudo a soja, na mesma região que a anterior.

## Sudeste

### Migração paulista
Desde o início do século XVII, paulistas eventualmente se estabeleceram na região, a partir das primeiras expedições bandeirantes. O fluxo de migrantes paulistas, no entanto, tornou-se contínuo a partir das últimas décadas do século XVIII, quando da ocupação do oeste, nordeste e centro do estado. Durante o século XX, os paulistas também se fizeram presentes como colonos das companhias colonizadoras e operários dos fundadores das cidades do leste e sudeste sul mato-grossenses. O influxo de paulistas no estado permanece ininterrupto século XXI adentro.

### Migração mineira
Foi com as expedições realizadas no final da década de 1820 pelo Barão de Antonieta que uma maior quantidade de mineiros passou a adotar o sul mato-grossense como seu novo lar, sobretudo com o advento das frentes colonizadoras dos Garcia Leal e dos Lopes, no nordeste e centro do estado. Tal processo continuou durante o século XX e, assim como a migração paulista, a migração mineira continua sendo um fator constante em Mato Grosso do Sul no século XXI.

## Nordeste
A migração nordestina no estado de Mato Grosso do Sul intensificou-se a partir de 1890, uma vez que as frentes colonizadoras mais antigas já se encontravam estabelecidas. Embora tenha permanecido contínua até a década de 1930, no entanto, este fluxo de nordestinos para o sul matogrossense pode ser diferenciado de uma segunda onda de migrantes, que atingiu a região durante a Marcha para o Oeste de Getúlio Vargas. Enquanto o primeiro grupo se distribuiu em diferentes áreas do estado, o segundo concentrou-se no centro e sul do mesmo.